# Pierre Daviault
Pour les articles homonymes, voir Daviault.
Pierre Daviault (né le 9 novembre 1899 à Saint-Jérôme et mort le 18 novembre 1964 à Ottawa) est un écrivain et traducteur québécois. Il a parfois écrit sous le pseudonyme Pierre Hartex.

## Biographie
Pierre-Alfred Daviault, fils de Philippe Landry Daviault et de Clothilde Lauzon, naît le 9 novembre 1899 à Saint-Jérôme. Il entreprend des études en lettres à l'Université de Montréal, qu'il poursuit en 1926 à l'Université de la Sorbonne, à Paris.
Intéressé par le journalisme, Daviault collabore avec le Semeur en 1918 avant de se mettre à écrire dans le quotidien La Presse. En 1920, il devient courriériste parlementaire à Ottawa, puis démarre à partir de 1925 une longue carrière de traducteur qui le conduit, en 1954, à être nommé surintendant du Bureau de la traduction du Canada. Reconnu comme pour «avoir proposé et inauguré, en 1936, les premiers cours de traduction professionnelle donnés au Canada », il occupe également un poste de professeur à l'École de traduction de l'Université d'Ottawa.
En plus de fonder La Nouvelle Revue canadienne en 1951, Daviault collabore à de nombreuses publications, notamment Le Droit (comme critique littéraire), le Harrap's Standard French and English Dictionary, et le Dictionnaire canadien. Il s'implique aussi dans la Société royale du Canada (qu'il préside en 1958-1959) et la Société des écrivains canadiens (1958-1961). Tout en s'intéressant personnellement à une pléthore de disciplines variées dont la littérature et l'histoire, « sa grande préoccupation a été la situation et l'amélioration de la langue française au Canada ».
Daviault s'éteint le 18 novembre 1964, peu de temps après avoir été nommé directeur du Centre de terminologie.

## Ouvrages publiés
Daviault rédige plusieurs œuvres tout au long de sa carrière, dont les suivantes :
- Le Mystère des Mille-Îles, 1927 (sous le pseudonyme Pierre Hartex) Texte intégral de Le mystère des Mille-Îles sur Wikisource
- Artistes, aventuriers, grands hommes, 1932
- Questions de langage, 1933
- La Grande Aventure de Le Moyne d'Iberville, 1934 Texte intégral de La Grande aventure de Le Moyne d'Iberville sur Wikisource
- L'Expression juste en traduction, 1936
- Le Baron de Saint-Castin : Chef Abénaquis, 1939 Texte intégral de Le Baron de Saint-Castin, chef abénaquis sur Wikisource
- Traduction, 1941
- Nora l'énigmatique, 1945 Texte intégral de Nora l’énigmatique sur Wikisource
- Histoires, légendes, destins, 1945
- Langage et traduction, 1961
- Les Carnets d'un liseur. Artistes, aventuriers, grands hommes, Montréal, 1942
- Les Carnets d'un liseur. Histoires, légendes, destins, Montréal, 1945

Par ailleurs, des fonds d'archives portant sur l’œuvre de Pierre Daviault sont conservés au centre d'archives de Gatineau de Bibliothèque et Archives nationales du Québec ainsi qu'au Centre de recherche en civilisation canadienne-française de l'Université d'Ottawa,.

## Honneurs
- Prix de la langue-française de l’Académie française (1934)
- Médaille Pierre-Chauveau de la Société royale du Canada (1952)
- Médaille de l'Académie des lettres du Québec (1962)